# Jodie Foster
Jodie Foster, pseudonimo di Alicia Christian Foster (Los Angeles, 19 novembre 1962), è un'attrice, regista e produttrice cinematografica statunitense.
Entra nel mondo della pubblicità a soli tre anni ed esordisce come attrice in televisione nel 1968 a soli sei anni nella serie Mayberry R.F.D. e al cinema quattro anni più tardi, apparendo nella pellicola Due ragazzi e un leone. Nel 1976 venne scelta per interpretare, a fianco di Robert De Niro, il film cult Taxi Driver di Martin Scorsese, che le fece guadagnare la sua prima candidatura ai Premi Oscar 1977 come miglior attrice non protagonista.
Nel 1989, grazie al film Sotto accusa, vinse il suo primo Oscar come migliore attrice protagonista. Nel 1992 vinse il suo secondo Oscar grazie al ruolo da protagonista di Clarice Starling ne Il silenzio degli innocenti e nel 1995 ottenne una quarta candidatura per il film Nell. Nel 2024 ha ricevuto la sua quinta candidatura  per l'Oscar alla miglior attrice non protagonista per Nyad - Oltre l'oceano. Oltre ai due Oscar, ha ricevuto cinque Golden Globe, tre Premi BAFTA, un Independent Spirit Award, un Screen Actors Guild Award e un Premio Emmy.

## Biografia
Jodie Foster è nata a Los Angeles, California, dopo trentasei ore di travaglio, in cui sia lei sia la madre rischiarono di morire. Figlia di madre tedesca, Evelyn 'Brandy' Ella Almond, e padre statunitense, Lucius Fisher Foster III, ex tenente colonnello dell'aeronautica militare divenuto in seguito agente immobiliare. Il padre abbandonò la famiglia poco prima della sua nascita, quando la madre era al quarto mese di gravidanza.
Ultima di quattro figli, ha due sorelle maggiori, Lucinda "Cindy" Foster (1954) e Constance "Connie" Foster (1955), e un fratello maggiore, Lucius "Buddy" Foster (1957).
Il soprannome "Jodie" le è stato dato dai suoi fratelli e sorelle, dovuto alla compagna di sua madre, una donna di nome Jo Dominique, la quale veniva chiamata, affettuosamente Zia Jo D.

### Bambina prodigio

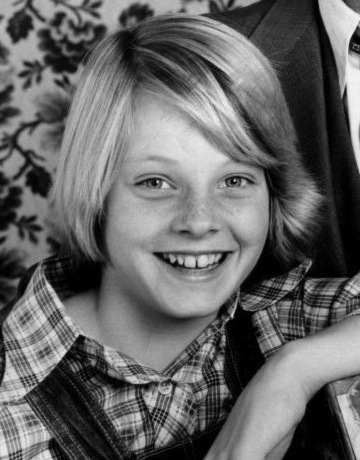
Jodie Foster nella serie televisiva Paper Moon (1974)

Esordisce a soli tre anni in vari spot pubblicitari, tra cui, il più famoso, quello per la crema abbronzante Coppertone. Ben presto si dimostra una bambina prodigio, che già all'età di tre anni sapeva leggere, continuando ad apparire in altri spot televisivi. Debutta così in televisione a soli sei anni nella serie Mayberry R.F.D. e in seguito recita in numerosi serial televisivi, come il Doris Day Show, assieme al fratello Buddy, Giulia, Una moglie per papà, Gunsmoke, La tata e il professore, Ironside, Bonanza, The New Adventures of Perry Mason, Paper Moon e molti altri.
La madre, che all'epoca lavorava come produttrice, riesce a ottenere un contratto con la Walt Disney Company. Nel 1972 esordisce al cinema al fianco di Michael Douglas nel film Disney Due ragazzi e un leone, seguito dalla commedia La bomba di Kansas City dove recita accanto a Raquel Welch.
Nel 1973 è nel musical Tom Sawyer prodotto dalla United Artists, tratto dal romanzo di Mark Twain e nel western di produzione Disney Un piccolo indiano, dove recita accanto a James Garner. Nello stesso anno inoltre, recita in un episodio della serie televisiva Kung Fu al fianco di David Carradine.
Nel 1974 Martin Scorsese le offre una parte in Alice non abita più qui, dove interpreta la stravagante Audrey. Dopo questa sua interpretazione, la Disney comincia a storcere il naso, perché vorrebbe mantenere pulita l'immagine di Jodie Foster, come perfetta adolescente per i loro film per famiglie. Con l'aiuto della madre, che le faceva da manager, riesce a diversificare i propri ruoli, per non scomparire nel nulla, come tanti altri bambini prodigio.
Il 1976 è l'anno della svolta grazie a Martin Scorsese, che le offre il ruolo di Iris, una prostituta minorenne, nel suo film Taxi Driver, al fianco di Robert De Niro. Il ruolo della baby prostituta frutta all'attrice la sua prima candidatura all'Oscar come miglior attrice non protagonista, le fa vincere un BAFTA sempre come migliore attrice non protagonista e le regala popolarità in tutto il mondo. Durante le riprese di Taxi Driver, per volere della madre, l'allora tredicenne Jodie fu seguita da uno psichiatra e, per evitarle traumi, fu sostituita nelle scene più crude dalla sorella maggiore Connie, che aveva venti anni. Jodie Foster fu presa in considerazione per il ruolo della Principessa Leila Organa in Guerre stellari, ma era vincolata dal suo contratto con la Disney.
Nello stesso anno recita in altri quattro film di successo come Echi di una breve estate, lacrima movie dove rivela doti di attrice drammatica, il musical inglese Piccoli gangsters diretto da Alan Parker, il thriller/horror Quella strana ragazza che abita in fondo al viale, per il quale ottiene un Saturn Award alla migliore attrice e la commedia Disney Tutto accadde un venerdì.
Nel 1977 lavora in Europa nel film francese Moi, fleur bleue, conosciuto anche come Stop Calling Me Baby! e in Italia, dove nel 1977 ha un ruolo nel film Casotto di Sergio Citti, recitando al fianco di Ugo Tognazzi, Ninetto Davoli, Mariangela Melato e Gigi Proietti. Nello stesso anno recita nella sua ultima produzione Disney, Una ragazza, un maggiordomo e una lady, al fianco di David Niven e Helen Hayes.
Tra il 1977 ed il 1980 si prende un periodo sabbatico per continuare a studiare, rilasciando alcune interviste in cui dichiarò di considerare l'idea di abbandonare la recitazione, ritenendola una professione stupida.

### Carriera adulta

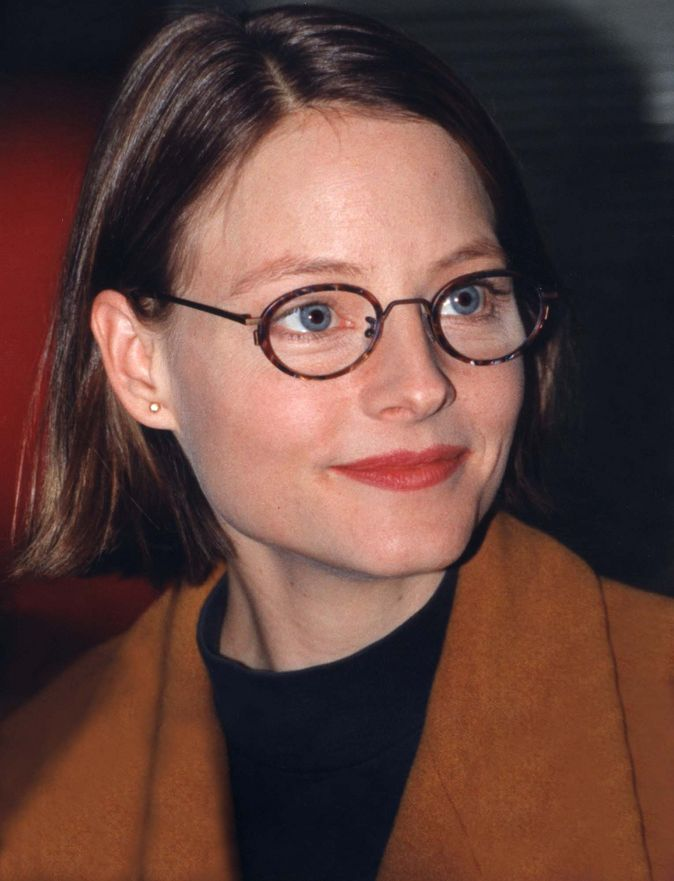
Jodie Foster nel 1995

Negli anni ottanta, si diploma al Lycée Français di Los Angeles, frequenta il corso di laurea in letteratura inglese presso l'Università Yale, dove ebbe l'occasione di imparare l'italiano e si laureò magna cum laude nel 1985.
Nel 1980 torna alla recitazione al compimento dei suoi diciotto anni recitando in due film, A donne con gli amici, dramma adolescenziale diretto da Adrian Lyne, successo di critica e pubblico, e Carny - Un corpo per due uomini, dove la Foster interpreta Donna, una giovane bisessuale dedita alle scommesse clandestine. Il film fu il primo di una lunga serie di insuccessi commerciali e di critica per l'attrice, che per gli anni a venire faticherà a ritrovare quel successo avuto da bambina. Per tutto il decennio infatti reciterà nelle pause estive dal college, in produzioni indipendenti che non incontreranno i favori del pubblico e della critica come Un amore senza tempo (1982), Hotel New Hampshire, Il sangue degli altri, quest'ultimo per la regia di Claude Chabrol (entrambi del 1984), Presunta assassina (1986), di cui è anche coproduttrice, Dentro la grande mela (1987), per il quale ottenne un Independent Spirit Awards, Siesta (1987) e Il sentiero dei ricordi (1988).
Nel 1988, però, ottiene la parte che segna la sua carriera: interpreta Sarah in Sotto accusa, di Jonathan Kaplan, basato sulla storia vera di una cameriera stuprata sul flipper di un bar; l'interpretazione le valse l'Oscar alla miglior attrice e altri riconoscimenti come un National Board of Review Awards, un Golden Globe e un David di Donatello.

Ma il vero ruolo che la consacra come star a livello internazionale è quello dell'agente dell'FBI Clarice Starling ne Il silenzio degli innocenti di Jonathan Demme, dove recitò al fianco di Anthony Hopkins. Inizialmente, era intenzionata ad acquistare i diritti dell'omonimo romanzo di Thomas Harris per dirigerne l'adattamento, ma fu preceduta. Così, dopo il rifiuto del ruolo da parte di Michelle Pfeiffer, la Foster ottenne la parte, che le valse il suo secondo Oscar come migliore attrice. Durante la consegna del premio, disse:

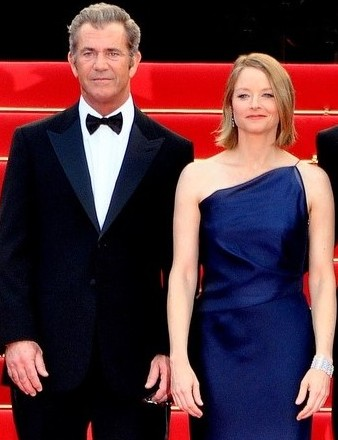
Jodie Foster e Mel Gibson al Festival di Cannes 2011

Jodie Foster, inoltre, fu la seconda più giovane attrice di sempre a vincere due Oscar come miglior attrice. Nel 1991, nonostante il parere contrario del produttore Scott Rudin, esordisce alla regia con Il mio piccolo genio, di cui fu anche co-protagonista. Divenuta una delle attrici più richieste, nel 1992 recita per Woody Allen in Ombre e nebbia, mentre l'anno seguente affianca Richard Gere in Sommersby. Nel 1994 ottiene la sua quarta candidatura all'Oscar per la sua interpretazione in Nell, storia di una ragazza cresciuta in solitudine nella foresta che si esprime con un linguaggio tutto suo. Nell è il primo film prodotto dalla sua casa di produzione Egg Pictures, da lei stessa fondata nel 1990. Dopo aver lavorato con Mel Gibson in Maverick del 1994, torna dietro la macchina da presa per dirigere A casa per le vacanze, di cui è anche produttrice.
Nel 1997 è protagonista del film di fantascienza Contact. Dopo una pausa per la nascita del primo figlio, torna sul grande schermo con Anna and the King. Nel 2001 le viene proposto di rivestire i panni di Clarice Starling in Hannibal, ma l'attrice inaspettatamente rifiuta, venendo sostituita da Julianne Moore. Preferisce recitare nel thriller di David Fincher Panic Room e in Flightplan - Mistero in volo, del regista tedesco Robert Schwentke. Nel 2004 si dimostra un'attrice pronta a sperimentare nuove esperienze, accettando un ruolo secondario nel film francese Una lunga domenica di passioni. Nel 2006 viene diretta da Spike Lee nel film Inside Man, mentre nel 2007 Neil Jordan la dirige ne Il buio nell'anima, dove interpreta una donna che si trasforma in giustiziera dopo la tragica morte del fidanzato, ottenendo la sua sesta candidatura al Golden Globe. Dopo tanti film in cui ha interpretato ruoli forti e a volte duri, nel 2008 si dedica alla commedia per famiglie, Alla ricerca dell'isola di Nim, con Abigail Breslin e Gerard Butler. Nel 2010 torna dietro la macchina da presa per dirigere se stessa e Mel Gibson nel film Mr. Beaver, storia di un uomo che decide di comunicare attraverso un castoro di peluche che porta sempre con sé. L'attrice si prefigge da tempo di realizzare un biopic sulla vita di Leni Riefenstahl, ma il progetto per ora non è mai entrato in cantiere.
Nel 2011 recita nel film Carnage di Roman Polański, al fianco di Kate Winslet, Christoph Waltz e John C. Reilly. Nel 2013 riceve il Golden Globe alla carriera, diventando di fatto la più giovane attrice (a 50 anni) a ricevere questo premio dopo Judy Garland, che lo vinse nel 1962 a 39 anni. Nel 2013 recita nel thriller fantascientifico Elysium scritto e diretto da Neill Blomkamp, accanto a Matt Damon. Negli anni successivi ha preso parte a pochi progetti cinematografici, preferendo concentrarsi sulla sua attività di regista di serie televisive come alcuni episodi di House of Cards - Gli intrighi del potere, Orange Is the New Black, Black Mirror e Loop e del lungometraggio Money Monster - L'altra faccia del denaro, dove tra gli interpreti principali figurano George Clooney, Julia Roberts, Jack O'Connell e Dominic West.
Il 4 maggio 2016 riceve la sua stella sulla Hollywood Walk of Fame, la n. 2580, di fronte all'IMAX Chinese Theatre.. Nel 2018 recita nel thriller fantascientifico Hotel Artemis diretto da Drew Pearce. Nel 2021 ha recitato nel legal drama The Mauritanian, adattamento cinematografico delle memorie del 2015 Guantanamo Diary di Mohamedou Ould Slahi, detenuto nel campo di prigionia di Guantánamo dal 2002 al 2016. Per il ruolo la Foster ha conseguito il Golden Globe alla migliore attrice non protagonista. Nello stesso anno ha ricevuto la Palma d'oro alla carriera.

## Vita privata
Jodie Foster è una delle attrici più riservate di Hollywood e negli Stati Uniti compaiono spesso notizie vaghe sul suo conto. Sostenitrice del Partito Democratico statunitense, si considera atea, ma ha dichiarato di nutrire «grande rispetto per tutte le religioni»:
ha affermato di celebrare sia il Natale sia Chanukkah.
Ha avuto due figli durante la relazione con la produttrice cinematografica Cydney Bernard: Charles Foster, nato il 20 luglio 1998 e Kit Foster, nato il 29 settembre 2001. 
Parla un ottimo francese, imparato alla scuola francese che ha frequentato dai 9 anni, e praticato nella maggior parte delle versioni francesi dei suoi film, ed un buon italiano, lingua che ha studiato durante l'università e che aveva già un po' praticato nel periodo in cui recitò nel film di Sergio Citti, Casotto (1977). Le è stato dedicato un asteroide, 17744 Jodiefoster, scoperto nel 1998.
Il 13 gennaio 2013, dopo aver ricevuto un Golden Globe alla carriera, dà conferma della propria omosessualità, dichiarando: «Ho già fatto coming out 1.000 anni fa, nell'età della pietra, in quei giorni molto pittoreschi, in cui una fragile ragazza si aprì agli amici fidati, alla famiglia e ai colleghi di lavoro, e poi a poco a poco e con orgoglio a tutti coloro che la conoscevano, a tutti quelli effettivamente incontrati». Ha quindi ringraziato l'ex compagna per vent'anni Cydney Bernard, definendola «la mia eroica co-genitrice, la mia ex-partner in amore, ma la giusta anima gemella nella vita».
Ai tempi del college è stata legata per un anno alla drammaturga Tina Landau e, dal 1993 al 2007, con Cydney Bernard; le due si erano conosciute sul set del film Sommersby. Dal 2013 ha una relazione con l'attrice e fotografa Alexandra Hedison, che ha sposato nell'aprile del 2014.

### Stalking da parte di John Hinckley Jr.

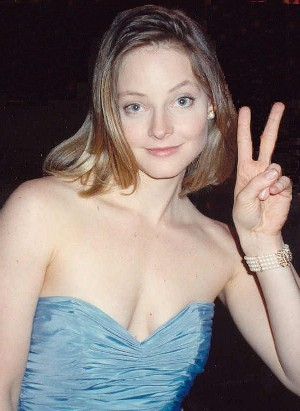
Jodie Foster ai Premi Oscar 1989

John Hinckley Jr., un suo fan poco più che ventenne, nutrì una forte ossessione per l'attrice dopo averla vista in Taxi Driver. La Foster fu più volte perseguitata da Hinckley nel periodo in cui studiava all'Università Yale. Il 30 marzo 1981 Hinckley come sfogo sparò al Presidente degli Stati Uniti Ronald Reagan, ferendo gravemente quattro persone, tra cui il Presidente, mentre stavano uscendo dal Washington Hilton Hotel. John Hinckley, subito arrestato e processato, motivò il suo gesto sostenendo che voleva attirare l'attenzione della Foster su di sé.
Jodie Foster rimase profondamente traumatizzata dal fatto, meditando addirittura di abbandonare il mondo del cinema. L'attrice, dopo aver testimoniato, asserendo di non aver mai avuto alcun tipo di legame con Hinckley e di essere estranea ai fatti, decise di lasciarsi alle spalle gli eventi, cercando di dimenticare. Nel 1991, la Foster cancellò un'intervista con la NBC, quando sentì nell'introduzione il nome di Hinckley. L'ossessione di Hinckley per la Foster ispirò il gruppo punk rock JFA (acronimo di Jodie Foster's Army, "Esercito di Jodie Foster").

## Filmografia

### Attrice

#### Cinema
- Due ragazzi e un leone (Napoleon and Samantha), regia di Bernard McEveety (1972)
- La bomba di Kansas City (Kansas City Bomber), regia di Jerrold Freedman (1972)
- Tom Sawyer, regia di Don Taylor (1973)
- Un piccolo indiano (One Little Indian), regia di Bernard McEveety (1973)
- Alice non abita più qui (Alice Doesn't Live Here Anymore), regia di Martin Scorsese (1974)
- Echi di una breve estate (Echoes of a Summer), regia di Don Taylor (1976)
- Taxi Driver, regia di Martin Scorsese (1976)
- Piccoli gangsters (Bugsy Malone), regia di Alan Parker (1976)
- Quella strana ragazza che abita in fondo al viale (The Little Girl Who Lives Down the Lane), regia di Nicolas Gessner (1976)
- Tutto accadde un venerdì (Freaky Friday), regia di Gary Nelson (1976)
- Stop Calling Me Baby! (Moi, fleur bleue), regia di Eric Le Hung (1977)
- Casotto, regia di Sergio Citti (1977)
- Una ragazza, un maggiordomo e una lady (Candleshoe), regia di Norman Tokar (1977)
- A donne con gli amici (Foxes), regia di Adrian Lyne (1980)
- Carny - Un corpo per due uomini (Carny), regia di Robert Kaylor (1980)
- Un amore senza tempo (O'Hara's Wife), regia di William Bartman (1982)
- Hotel New Hampshire (The Hotel New Hampshire), regia di Tony Richardson (1984)
- Presunta assassina (Mesmerized), regia di Michael Laughlin (1985)
- Dentro la grande mela (Five Corners), regia di Tony Bill (1987)
- Siesta, regia di Mary Lambert (1987)
- Il sentiero dei ricordi (Stealing Home), regia di Steven Kampmann (1988)
- Sotto accusa (The Accused), regia di Jonathan Kaplan (1988)
- Ore contate (Catchfire), regia di Dennis Hopper (1990)
- Il silenzio degli innocenti (The Silence of the Lambs), regia di Jonathan Demme (1991)
- Il mio piccolo genio (Little Man Tate), regia di Jodie Foster (1991)
- Ombre e nebbia (Shadows and Fogs), regia di Woody Allen (1992)
- Sommersby, regia di Jon Amiel (1993)
- Maverick, regia di Richard Donner (1994)
- Nell, regia di Michael Apted (1994)
- Contact, regia di Robert Zemeckis (1997)
- Anna and the King, regia di Andy Tennant (1999)
- The Dangerous Lives of Altar Boys, regia di Peter Care (2002)
- Panic Room, regia di David Fincher (2002)
- Una lunga domenica di passioni (Un long dimanche de fiançailles), regia di Jean-Pierre Jeunet (2004)
- Flightplan - Mistero in volo (Flightplan), regia di Robert Schwentke (2005)
- Inside Man, regia di Spike Lee (2006)
- Il buio nell'anima (The Brave One), regia di Neil Jordan (2007)
- Alla ricerca dell'isola di Nim (Nim's Island), regia di Jennifer Flackett e Mark Levin (2008)
- Motherhood - Il bello di essere mamma (Motherhood), regia di Katherine Dieckmann (2009) – cameo
- Mr. Beaver (The Beaver), regia di Jodie Foster (2011)
- Carnage, regia di Roman Polański (2011)
- Elysium, regia di Neill Blomkamp (2013)
- Hotel Artemis, regia di Drew Pearce (2018)
- The Mauritanian, regia di Kevin Macdonald (2021)
- Nyad - Oltre l'oceano (Nyad), regia di Elizabeth Chai Vasarhelyi e Jimmy Chin (2023)
- Vie privée, regia di Rebecca Zlotowski (2025)

#### Televisione
- Mayberry R.F.D. – serie TV, 3 episodi (1968-1970)
- Doris Day Show (The Doris Day Show) – serie TV, 1 episodio (1969)
- Giulia (Julia) – serie TV, 1 episodio (1969)
- Una moglie per papà (The Courtship of Eddie's Father) – serie TV, 5 episodi (1969-1971)
- Gunsmoke – serie TV, 3 episodi (1969-1972)
- La tata e il professore (Nanny and the Professor) – serie TV, 1 episodio (1970)
- Una famiglia in guerra (Menace on the Mountain), regia di Vincent McEveety – film TV (1970)
- Disneyland – serie TV, 1 episodio (1970)
- Daniel Boone – serie TV, 1 episodio (1970)
- San Francisco International Airport – serie TV, 1 episodio (1970)
- Adam-12 – serie TV, 1 episodio (1970)
- Io e i miei tre figli (My Three Sons) – serie TV, 6 episodi (1972)
- Ironside – serie TV, 1 episodio (1972)
- Bonanza – serie TV, episodio 13x24 (1972)
- My Sister Hank, regia di Norman Tokar – film TV (1972)
- The Paul Lynde Show – serie TV, 1 episodio (1972)
- Ghost Story – serie TV, 1 episodio (1972)
- La famiglia Partridge (The Partridge Family) – serie TV, 1 episodio (1973)
- Kung Fu – serie TV, episodio 1x10 (1973)
- The New Adventures of Perry Mason – serie TV, 1 episodio (1973)
- Love Story – serie TV, 1 episodio (1973)
- Bob & Carol & Ted & Alice – serie TV, 5 episodi (1973)
- ABC Afterschool Specials – serie TV, 3 episodi (1973-1975)
- Smile Jenny, You're Dead, regia di Jerry Thorpe – film TV (1974)
- Paper Moon – serie TV, 13 episodi (1974)
- Medical Center – serie TV, 1 episodio (1975)
- The Secret Life of T. K. Dearing – film TV (1975)
- La ragazza e il professore (Svengali), regia di Anthony Harvey – film TV (1983)
- Il sangue degli altri (Le sang des autres), regia di Claude Chabrol – film TV (1984)
- Conan – programma TV, 1 episodio, voce sketch (2016)
- True Detective – serie TV, 6 episodi (2024)

#### Cortometraggi
- Scorsese's Women, regia di Steve Klein (2014)

### Doppiatrice

#### Cinema
- Rabbit Ears: The Fisherman and His Wife – cortometraggio animato (1989)

#### Televisione
- Speciale Scooby (The New Scooby-Doo Movies) – serie TV animata, 1 episodio (1972)
- Il clan di Charlie Chan (The Amazing Chan and the Chan Clan) – serie TV, 16 episodi (1972)
- La famiglia Addams (The Addams Family) – serie TV animata (1973)
- Frasier – serie TV, 1 episodio (1996)
- X-Files (The X-Files) – serie TV, 1 episodio (1997)
- I Simpson (The Simpsons) – serie TV, 1 episodio (2009)

### Regista

#### Cinema
- Il mio piccolo genio (Little Man Tate, 1991)
- A casa per le vacanze (Home for the Holidays, 1995)
- Mr. Beaver (The Beaver, 2011)
- Money Monster - L'altra faccia del denaro (Money Monster, 2016)

#### Televisione
- Un salto nel buio (Tales from the Darkside) – serie TV, episodio 4x15 (1984)
- House of Cards - Gli intrighi del potere (House of Cards) – serie TV, episodio 2x09 (2014)
- Orange Is the New Black – serie TV, episodi 1x03-2x01 (2013-2014)
- Black Mirror – serie TV, episodio 4x02 (2017)
- Loop (Tales from the Loop) – serie TV, episodio 1x08 (2020)
- True Detective – serie TV (2023)

### Produttrice

#### Cinema
- Presunta assassina (Mesmerized), regia di Michael Laughlin (1986)
- Nell, regia di Michael Apted (1994)
- A casa per le vacanze (Home for the Holidays), regia di Jodie Foster (1995)
- Una decisione sofferta
- Waking the Dead, regia di Keith Gordon (2000)
- The Dangerous Lives of Altar Boys, regia di Peter Care (2002)
- Il buio nell'anima (The Brave One), regia di Neil Jordan (2007)

#### Televisione
- The Baby Dance, regia di Jane Anderson – film TV (1998)

## Riconoscimenti
- Premio Oscar
  - 1977 – Candidatura alla miglior attrice non protagonista per Taxi Driver
  - 1989 – Miglior attrice per Sotto accusa
  - 1992 – Miglior attrice per Il silenzio degli innocenti
  - 1995 – Candidatura alla miglior attrice per Nell
  - 2024 – Candidatura alla miglior attrice non protagonista per Nyad - Oltre l'oceano[26]

- Golden Globe
  - 1977 – Candidatura alla migliore attrice in un film commedia o musicale per Tutto accadde un venerdì
  - 1989 – Migliore attrice in un film drammatico per Sotto accusa
  - 1992 – Migliore attrice in un film drammatico per Il silenzio degli innocenti
  - 1995 – Candidatura alla migliore attrice in un film drammatico per Nell
  - 1998 – Candidatura alla migliore attrice in un film drammatico per Contact
  - 2008 – Candidatura alla miglior attrice in un film drammatico per Il buio nell'anima
  - 2012 – Candidatura alla migliore attrice in un film commedia o musicale per Carnage
  - 2013 – Golden Globe alla carriera (premio Cecil B. DeMille)[27]
  - 2021 – Migliore attrice non protagonista per The Mauritanian
  - 2024 – Candidatura alla miglior attrice non protagonista per Nyad - Oltre l'oceano
  - 2025 – Miglior attrice in una mini-serie o film per la televisione per True Detective: Night Country

- BAFTA
  - 1977 – Migliore attrice non protagonista per Piccoli gangsters e Taxi Driver
  - 1977 – Migliore attrice debuttante per Piccoli gangsters e Taxi Driver
  - 1989 – Candidatura alla miglior attrice protagonista per Sotto accusa
  - 1992 – Migliore attrice protagonista per Il silenzio degli innocenti

- Critics' Choice Awards
  - 2025 – Candidatura alla miglior attrice in una miniserie o film TV per True Detective: Night Country[28]

- Chicago Film Critics Association Award
  - 1989 – Miglior attrice protagonista per Sotto accusa
  - 1994 – Candidatura alla migliore attrice protagonista per Nell
- Dallas-Fort Worth Film Critics Association
  - 1995 – Miglior attrice protagonista per Nell
- David di Donatello
  - 1977 – David speciale per Taxi Driver
  - 1989 – Migliore attrice straniera per Sotto accusa
  - 1995 – Migliore attrice straniera per Nell
- Emmy
  - 2024 – Miglior attrice protagonista in una serie drammatica per True Detective[29]
- Festival di Cannes
  - 2021 – Palme d'Honneur alla carriera
- Golden Camera
  - 1996 – Miglior attrice internazionale per Nell
- Kansas City Film Critics Circle Awards
  - 1989 – Candidatura alla miglior attrice protagonista per Sotto accusa
- MTV Movie & TV Awards
  - 1995 – Candidatura alla miglior performance femminile per Nell
- National Board of Review
  - 1988 – Candidatura alla migliore attrice protagonista per Sotto accusa
- New York Film Critics Circle Awards
  - 1989 – Candidatura alla miglior attrice protagonista per Sotto accusa
  - 1992 – Miglior attrice protagonista per Il silenzio degli innocenti
- Screen Actors Guild Award
  - 1994 – Migliore attrice cinematografica per Nell
  - 2008 – Candidatura alla miglior attrice per Buio nell'anima
- Southeastern Film Critics Association Awards
  - 1995 – Candidatura alla miglior attrice protagonista per Nell

### Riconoscimenti alla carriera
- Young Hollywood Hall of Fame[30]

## Doppiatrici italiane
Nelle versioni in italiano delle opere in cui ha recitato, Jodie Foster è stata doppiata da:
- Laura Boccanera in Dentro la grande mela, Il silenzio degli innocenti, Il mio piccolo genio, Nell, Contact, Anna and the King, The Dangerous Lives of Altar Boys, Panic Room, Una lunga domenica di passioni, Flightplan - Mistero in volo, Inside Man, Il buio nell'anima, Alla ricerca dell'isola di Nim, Motherhood - Il bello di essere mamma, Mr. Beaver, Carnage, Elysium, True Detective, Hotel Artemis, The Mauritanian, Nyad - Oltre l'oceano
- Emanuela Rossi in Alice non abita più qui, Piccoli gangsters, Quella strana ragazza che abita in fondo al viale, Casotto
- Loredana Nicosia in Sotto accusa, Sommersby, Maverick
- Francesca Rinaldi nei doppiaggi tardivi di Due ragazzi e un leone e Un piccolo indiano
- Paola Del Bosco in Paper Moon
- Roberta Paladini in Taxi Driver
- Liliana Sorrentino in Tutto accadde un venerdì
- Laura Mercatali in A donne con gli amici
- Roberta Greganti in Carny - Un corpo per due uomini
- Claudia Balboni in Hotel New Hampshire
- Eva Ricca ne Il sangue degli altri
- Roberta Pellini in Presunta assassina
- Giuppy Izzo in Una ragazza, un maggiordomo e una lady (doppiaggio tardivo)
- Antonella Rendina ne Il sentiero dei ricordi
- Stefania Giacarelli in Ore contate
- Cristiana Lionello in Ombre e nebbia

Da doppiatrice è sostituita da:
- Laura Boccanera in X-Files, I Simpson
- Fabrizio Mazzotta ne La famiglia Addams
- Ilaria Stagni ne La famiglia Addams (ridoppiaggio)